# Jemur Wonosari
Jemur Wonosari is een bestuurslaag in het regentschap Surabaya van de provincie Oost-Java, Indonesië. Jemur Wonosari telt 21.375 inwoners (volkstelling 2010).